# Костёл Святого Стефана (Прага)
Костёл Святого Стефана (Штепана) (чеш. Kostel svatého Štěpána) — католический приходской храм в готическом стиле, возведённый чешским королём Карелом I Люксембургским в середине XIV века. Костёл расположен на пересечении улиц Штепанска и На Рыбничку в пражском районе Нове-Место (Прага 2). Памятник культуры Чешской Республики.

## История

### Ротонда Святого Стефана и возведение готического костёла
На месте нынешнего костёла с X века существовало селение Рыбник или Рыбничек, первым храмом на территории которого была романская ротонда Святого Стефана (сохранилась до наших дней под названием ротонды Святого Лонгина). Селение впервые упоминается в документе 993 года как владение Бржевновского монастыря. Чешская княгиня Альжбета, жена князя Бедржиха, в 1179 году заложила у Рыбничка костёл Святого Иоанна («Костёл Святого Иоанна на поле битвы»). В 1181 году князь Бедржих передал этот костёл ордену рыцарей-госпитальеров. Королева Констанция в 1233 году выкупила селение Рыбничек и даровала его вновь созданному госпиталю Святого Франциска. Благодаря стараниям ордена рыцарей креста с красной звездой, незадолго до этого возникшего из госпитального братства Святого Франциска, 13 февраля 1257 года пражский архиепископ пожаловал одному из двух храмов Рыбничка статус приходского костёла под патронатом ордена. Это событие стало первым письменным упоминанием о костёле Святого Стефана в Рыбничке.
После основания королём Карелом I Люксембургским (1348 год) города Нове-Место его застроенная территория в 1350 году была разделена на два прихода — Святых Генриха и Кунигунды и Святого Стефана, в каждом из которых началось строительство нового приходского храма. Приход Святого Стефана в своих новых границах охватил верхнюю часть нового города (границы нового приходского округа были утверждены 28 февраля 1351 года). Костёл Святого Стефана получил статус приходского храма нового прихода в соответствии с декретом архиепископа Арношта из Пардубиц 16 марта 1351 года. В этом декрете архиепископа приходской «костёл Святого Стефана на Рыбничке» упоминается как возведённый задолго то того времени, однако маловероятно, что речь шла о храме, сохранившемся до наших дней, возможно, под костёлом понималась ротонда Святого Стефана. Увеличение количества прихожан, вызванное расширением площади прихода, вызвало объективную необходимость в более просторном приходском храме, чем старый костёл Святого Стефана ордена рыцарей креста с красной звездой.
Новый костёл Святого Стефана был возведён в готическом стиле в период с 1351 по 1360 годы (согласно Балбину, строительство костёла было полностью окончено в 1367 году) рядом со тарой романской ротондой. В отличие от зального храма Святых Генриха и Кунигунды, костёл Святого Стефана возводился по базиликальному типу. Новый храм ещё долго носил прежнее название «Костёл Святого Стефана на Рыбничке», а также названия «Больший костёл Стефанский» и «Великий Стефан» (для отличия от небольшого костёла Святого Стефана в Старе-Место). При новом костёле довольно быстро выросло обширное кладбище, принимавшее умерших во время эпидемий чумы прихожан не только святостефанского, но и соседних приходов (только во время чумы 1380 года на кладбище было похоронено около 3 500 человек). Кроме того, на этой кладбище в период правления короля Карела Люксембурга начали хоронить паломников, умерших во время паломничества к святым мощам в Праге, по причине чего кладбище получило название «кладбища чужестранцев» или «кладбища паломников» (лат. sepultura peregrinantium).
Первое упоминание о главном алтаре костёла Святого Стефана — алтаре Тела Господнего — относится к 1376 году. Король Карел, особо почитавший Святого Стефана и даже носивший в своём перстне часть его пальца, поместил в алтарь костёла один из камней, которыми был побит Святой первомученик Стефан. В 1383 году Иоганн Мюльбергский из Мейсена воздвиг в костёле алтарь Святого Вацлава, в 1408 году появились алтари Святого Вавфоломея и Святой Варвары, к 1419 году был возведён пятый алтарь храма. С 1393 года в храме служил магистр Кршиштян из Прахатиц. О башне и фасаде костёла Святого Стефана впервые говорится в источниках 1419 года.
Рядом с храмом была возведена собственная невысокая, но массивная деревянная колокольня (в начале XVII века была перестроена в каменную). На башне костёла находилось ещё три колокола, меньших по размеру, один из которых первоначально получил имя «Стефан», однако в дальнейшем назывался «Лохмар» по имени создавшего его колокольных дел мастера, убитого гуситами во время войн. С юго-западной стороны храма была построена плебания. Кроме того, в дальнейшем в ареале костёла появились приходская школа и две капеллы — капелла Всех Святых и Иерусалимская капелла.

### Во время гуситских войн
Противостояние гуситов и католиков начала XV века, переросшее затем в гуситские войны, отразилось и на костёле Святого Стефана. 22 июля 1410 года, в день Святой Марии Магдалины, шестеро (по другим данным восемь) вооружённых мечами гуситов напали в этом храме на католического проповедника, собиравшегося провозгласить с кафедры буллу, которой были преданы анафеме Ян Гус и его приверженцы. Костёл был насильственно захвачен гуситами 30 июля 1419 году, когда фанатичный гуситский проповедник-хилиаст Ян Желивский во главе внушительной процессии своих последователей пришёл из храма Девы Марии Снежной к костёлу Святого Стефана. Обнаружив, что во время богослужения двери костёла заперты, гуситы взломали их, выгнали из храма священника и всех служащих, разграбили плебанию, после чего Ян Желивский совершил в храме таинство Вечери Господней под двумя видами. Далее процессия во главе с Желивским, неся Святые Дары, направилась к Новоместской ратуше, где в результате развязалась кровавая бойня, вошедшая в историю как первая пражская дефенестрация, ставшая началом гуситских войн.
В период войн этих костёл оставался в руках гуситов. 19 октября 1421 году Ян Желивский собрал у храма святого Стефана общины городов Старе-Место и Нове-Место. В своей проповеди Желивский описал лживость и вероломство земских панов и призвал отделиться от них, избрав своего высшего гетмана пражских городов. В результате гуситским гетманом был избран сторонник Желивского Ян Гвезда из Вицемилице по прозвищу Бздинка.
В 1433 году костёл ненадолго вернулся в ведение ордена рыцарей креста с красной звездой, приходским пастором стал член ордена Микулаш. Однако уже в 1435 году храм перешёл к чашникам, умеренной части гуситов, и приход Святого Стефана возглавил каликстинец Йенек. С тех пор службу в храме вели пастор и два капеллана. После утверждения королём Зикмундом Люксембургским Базельских компактатов легат Базельского собора Филиберт в 1438 году заново освятил храм Святого Стефана.

### Бедствия XVI века
Во время эпидемии чумы в Праге в 1502 году на кладбище у костёла Святого Стефана было похоронено более 15 тысяч человек, а в 1507 году во время чумы ежедневно хоронили по 17—20 умерших. В пасхальный понедельник 1519 года у костёла были схвачены двое евреев с поддельными ключами и напильниками. Задержанные признались под пытками, что пытались проникнуть в храм с целью хищения церковных ценностей, после чего были повешены. В 1520 году разразилась новая эпидемия чумы, во время которой вымерла практически вся школа при храме, а на Святостефанском приходском кладбище ежедневно хоронили по 20—30 человек.
Реформация дошла до храма Святого Стефана довольно скоро, уже в 1524 году приходской пастор, член нижней консистории Вацлав, отказался выставлять в дарохранительнице костёла Тело Господне. Это привело к волнениям среди прихожан (особенно в сообществе мясников), которые после воскресной проповеди перед днём Святого Матфия собрались у плебании и открыто выступили против проповедей приходского пастора и против муниципальных служащих, которые его поддерживали. В 1526 году святостефанским пастором был уже Йиржи Оулегле, член консистории и последовательный искоренитель ереси, осуществлявший службу в храме Святого Стефана совместно с двумя капелланами, Якубом и Павлом. Втроём они регулярно обходили свой приход, призывая прихожан исповедаться и указать на еретиков. Стараниями этих трёх священников было отправлено на костёр несколько приверженцев секты Аммоса Угерскобродского, отколовшейся от церкви чешских братьев.
24 августа 1542 года колокол «Лохмар» на башне костёла так усердно звонил о разгоне туч, что одним из взмахов вытолкнул из окна башни мальчика по имени Шимон, который упал на кладбище и разбился насмерть. Мать мальчика поставила на его могиле крест с надгробной надписью, простоявший на Святостефанском кладбище аж до 1833 года.
В конце века костёл Святого Стефана стал своего рода фамильной усыпальницей пражской семьи учёных Кодициллов из Тулехова: в 1576 году у главного алтаря был погребён мастер Якуб Кодицилл из Тулехова, известный пражский юрист, медик, поэт и живописец миниатюр, декан философского факультета и профессор медицины Карлова университета, муниципальный писарь города Нове-Место. В 1589 году в пресвитерии храма были также похоронены Матей Кодицилл из Тулехова, доктор права и канцлер города Старе-Место, и мастер Петр Кодицилл из Тулехова, ректор Карлова университета, знаменитый математик, астроном, составитель календарей и специалист в приметах о погоде, последовательный приверженец утраквизма. Надгробный камень мастера Якуба находился в пренсвитерии храма, по крайней мере, ещё в середине XIX века, в то время как надгробия Матея и Петра Кодициллов к тому времени уже исчезли со своих мест или стали неузнаваемыми.
В 1580 и 1582 годах в Праге опять свирепствовала чума и вновь на кладбище у костёла Святого Стефана было захоронено множество погибших. В эти непростые времена получил известность созданный при храме кружок чешских литераторов, одним из активных участников которого был мастер Якуб Кодицилл из Тулехова. В 1588 году им было выделено в костёле специальное помещение рядом с храмовой башней. В довершение всех несчастий XVI века 20 июня 1593 года в костёл ударил сильный разряд молнии, повредивший храмовый свод и его опору.

### Реконструкция и рекатолизация храма
Восстановление повреждённого молнией костёла было начато в самом начале XVII века и окончено в 1612 году при короле Матиаше Габсбурге. В 1600 году на кладбище у храма была заложена новая каменная колокольня взамен старой деревянной. В результате восстановительных работ храм утратил многие свои средневековые формы, а к южному нефу была пристроена капелла. В память об этом на своде и стенах хоров костёла были помещены имена и фамильные гербы короля Матиаша и более тридцати чешских меценатов, на пожертвования которых производилось восстановление храма (к сожалению, в дальнейшем эти надписи и гербы были закрашены). В 1613 году с южной стороны костёла была построена больница для заболевших чумой.
После битвы на Белой Горе (8 ноября 1620 года) костёл Святого Стефана был рекатолизирован и возвращён под патронат ордена рыцарей креста с красной звездой. Среди последних подобойский пасторов прихода Святого Стефана особого упоминания заслуживает Йиржи Дикаст из Миржкова, занимавший пост председателя каликстинской консистории. Именно он во время восстания чешских сословий 4 ноября 1619 года в соборе Святого Вита короновал Фридриха Пфальцского на чешский престол. Последний подобойский пастор Ян Гартвик летом 1621 года был приговорён к смерти, как и многие сторонники короля Фридриха, однако 13 декабря того же года королевским декретом смертная казнь духовным лицам была заменена на изгнание. Первым католическим приходским священником у храма Святого Стефана стал Лаврентий Иезекиль Вирчковский из Пальмберка (управлял приходом в 1622—1629 годах). При нём в костёле Святого Стефана начали принимать участие в службах отцы-иезуиты, которые также начали обучение детей в приходской школе.
В июле 1625 года в Праге вновь разразилась эпидемия чумы, длившаяся до самой зимы. Во время эпидемии городские коншелы строжайше запретили звонить в погребальные колокола. При очередном погребении возмущённые этим запретом прихожане собрались значительной толпой у костёла Святого Стефана и учинили смуту, в результате которой пострадали служители храма. 26 ноября двое горожан Нове-Место, признанные зачинщиками этих беспорядков, после допросов были казнены на Скотном рынке в присутствии трёх воинских батальонов, стянутых к месту казни для предотвращения новых беспорядков. Ещё несколько участников смуты были изгнаны из города.
Рекатолизация прихода проявлялась и в публичных покаяниях. К примеру, в июле 1630 года три священника-подобоя в храме Святого Стефана при большом скоплении прихожан отреклись от своей веры, признав её ересью и заблуждением, и приняли католичество. В 1632 году после захвата Праги саксонскими войсками из прихода храма Святого Стефана был изгнан его пастор (предикант) Ян Гертвициус. В дальнейшем, до конца тридцатилетней войны приходские священники у костёла Святого Стефана сменялись довольно часто: в период с 1633 по 1649 годы во главе прихода сменилось восемь пасторов. Когда в конце июля 1648 года шведские войска под предводительством Кёнигсмарка заняли Пражский Град и Малу-Страну каноник Святовитского капитула Вацлав Целестин из Блюменберка, ограбленный до нитки шведами, бежал в Нове-Место, где 1 января 1649 года возглавил приход у костёла Святого Стефана. Во время своего руководства приходом Вацлав Целестин особо почитал старинный образ Богоматери, перед которым почти ежедневно служил святую мессу. В 1651 году Вацлав Целестин из Блюменберка вернулся в число каноников капитула собора Святого Вита (в 1666 году он стал его пробстом) и наградил образ Богоматери Святостефанской драгоценными украшениями и святыми мощами. С тех пор икона Матери Божьей в костёле Святого Стефана пользовалась особым почитанием у жителей Нове-Место.
Во время очередной эпидемии чумы в 1649 году на кладбище у костёла Святого Стефана вновь начались волнения прихожан, вызванные официальным предписанием городских властей хоронить мертвецов только по ночам, без звона колоколов и заупокойных песен. Во время похорон одного известного каменщика 22 августа собралось множество народа, тело усопшего посреди дня понесли траурной процессией на Святостефановское кладбище, распевая при этом заупокойные песни и совершая необходимые обряды, а когда стража преградила процессии вход на кладбище, началась кровавая драка, в которой несколько человек было серьёзно ранено, а один стражник убит.

## Описание
Готический костёл Святого Стефана был спроектирован и возведён по базиликальному архитектурного типу, что концептуально отличало его от костёла Святых Генриха и Кунигунды — второго из двух приходских храмов Нового Города 2-й половины XIV века, который был возведён по зальному типу. Костёл образует в плане квадрат, его центральный неф гораздо шире боковых. Храм возводился с довольно скромным интерьером, бедным декоративными деталями, с простыми крестовыми сводами и нерасчленёнными стенами. Это должно было сосредоточить внимание посетителей храма на его внутреннем пространстве, не отвлекая слишком декорированным интерьером.